# Епископ пакрачки Никанор
Никанор Грујић (Липово, 13. децембар 1810 — Пакрац, 20. април 1887) био је књижевник, песник, црквени говорник, владика пакрачки, у песништву назван Срб Милутин. На Мајској скупштини 1848. био је један од два главна говорника, те је после његова говора проглашена Српска Војводина и изабран војвода.

## Биографија
Рођен је као Милан 13. децембра (1. децембра по јулијанском календару) 1810. године од оца Прокопија свештеника, и мајке Агрипине рођене Косић. Као ђак је био најбољи писац латинских стихова и особити беседник. Школовање је отпочео у месту рођења, нижу гимназију завршио је у Мохачу, вишу у Печују. Године 1837. ступио је у карловачку богословију, а 1841. закалуђерио се у манастиру Кувеждину и добио је име Никанор. Као брат манастира Кувеждина прешао је у Карловце 1843. за придворног калуђера - почасног епископа митрополиту Рајачићу. Године 1848. постао је протосинђел, и тада се истакао као говорник на Мајској скупштини у Карловцима и на Свесловенском Конгресу у Прагу. У периоду 1850 — 1861. године био је архимандрит манастира Крушедола, 1861. године посвећен је за епископа у Пакрацу, а те године се истакао и као говорник на Благовештенском сабору. Године 1871. је именован за администратора Карловачке патријаршије на место смењеног администратора, „народног патријарха“, Арсенија Стојковића, због чега је много изгубио од популарности. Иако је угарска влада је препоручила потом Грујићев избор за патријарха, он 1874. године ипак није био изабран. Био је у спору са патријархом Германом Анђелићем, због којег није хтео доћи у Карловце. Упркос патријарховој забрани написао је 1885. године житије Светих Ћирила и Методија. Он се тада повукао у Пакрац, и није више долазио у Карловце до смрти. Једини је од свих српских владика прославио хиљадугодишњицу Св. Ћирила и Методија у Пакрацу.
Умро је у Пакрацу од последица "водене болести" 20. априла (8. априла по јулијанском календару) 1887. године.

## Књижевни и научни рад
У књижевности се јавио 1836. године својим песмама у Српскомнародном листу. У почетку се потписивао крштеним именом, а кад се с таким потписом јави у Гајевој „Даници" још један поета — он свом личном имену додаде и народно: Срб-Милутин.
Почео је писати патриотске и сентименталне песме, које су се већ пре Бранка Радичевића истицале чистотом језика и народним духом. Његове су се песме певале као народне прво по Барањи а потом и српству, попут: "Луло моја разбрибриго моја" или "Белкина кућа на крају". Педесетих година, под разним потписима, штампао је пригодне и алегоричне песме против бечког апсолутизма. Године 1861. издао је епски, побожно-патриотски спев Свети Сава Немањић, а 1852. у Приметбама оштро је устао против Вуковог превода Новог Завјета. Касније, као епископ, сасвим је напустио поезију и посветио се побожној и поучној књижевности.
Тако је 1885. издао у Новом Саду: Увод у тумачење Св. Писма и Из живота светих угодника, божјих.
Још 1882. издао је у Новом Саду два превода: Приповијетке мојој кћери и Савети мојој кћери од моралистичког француског писца J. N. Bouilly. Године 1886. штампао је у Новом Саду превод Два пријатеља од Le Sage-a.
После његове смрти (1904), објављена је његова Аутобиографија, која је занимљива и читка, а, има знатне вриједности за поближе познавање прилика, народних борба и људи из његова времена. Као црквени говорник он заузима прво место поред Теофана Живковића и Германа Анђелића. Беседе му је издао Д. Руварац 1892. године.
Буде Будисављевић Приједорски је о њему написао књижицу "Неколике моје успомене на Никанора Грујића".

## Спев „Свети Сава“
Саставио је чувену светосавску школску химну Ускликнимо с љубављу Светитељу Сави. Особено стоји у поетској књижевности српској Свети Сава, кога је написао Никанор Грујић и од кога је само први део штампан, у Карловцима 1861. године. Овај посао Грујићев није побожан спев у обичном смислу; у њему је толико студије и више уметничке концепције да је штета што је Грујић по изради другога дела који је остао у рукопису прекинуо даљи рад који је имао да се развије у велику поему. Класички образован, књижевно одлично спреман и по осећању и речи истинити песник, Грујић је у „С. Сави“ засновао еп који по многим одликама стоји усамљен у овој врсти књижевности код Срба. Објављени део обухвата познато казивање о Расткову одласку у Св. Гору, потеру и догађаје оне ноћи када га кошљеници нађу у манастиру. Четрнаесто-сложни стихови, с редовним узастопним сликовима, одржавају озбиљност песничке дикције до краја, и дају делу колорит узвишеног песничког чина .